# Alternative Press Music Awards
Los Alternative Press Music Awards son unos premios entregados anualmente por Alternative Press, una revista estadounidense dedicada al Rock Alternativo.

## Historia
El 24 de abril de 2014, Alternative Press anunció que estaban organizando una entrega de premios que se llevaría a cabo el 21 de julio de 2014 en el Museo y Salón de la Fama del Rock and Roll en Cleveland.  Mark Hoppus, bajista y vocalista de la banda de pop-punk Blink-182, fue el anfitrión del debut del evento. 
El primer programa se transmitió en vivo por AXS TV e Idobi Radio a nivel nacional y contó con presentaciones en vivo de Fall Out Boy, Joan Jett & the Blackhearts, Misfits, A Day to Remember, All Time Low, Falling in Reverse con Tyler Carter y Coolio, Asking Alexandria, Sleeping with Sirens, Twenty One Pilots y Brendon Urie de Panic! at the Disco. Se premiaron 15 categorías, 12 de ellas fueron elegidas por los lectores mediante votación en línea. A la ceremonia inaugural asistieron 6.000 personas siendo Fall Out Boy el ganador del premio al Artista del Año. 
En 2015, la ceremonia de premiación se trasladó al Quicken Loans Arena de Cleveland. Contó con los presentadores Alex Gaskarth y Jack Barakat de All Time Low y actuaciones de Rob Zombie, Motionless in White, New Found Glory con Hayley Williams de Paramore, Panic! at the Disco y Weezer. 
En 2016, debido a la Convención Nacional Republicana, Alternative Press se trasladó a Value City Arena en Columbus, Ohio. El espectáculo incluyó actuaciones del vocalista de Judas Priest, Rob Halford, en colaboración con Babymetal, Third Eye Blind con Mayday Parade, el líder de Black Veil Brides, Andy Biersack, con Mikey Way, John Feldmann y Quinn Allman, Machine Gun Kelly, Of Mice & Men, Papa Roach, Good Charlotte y A Day to Remember.
El cuarto espectáculo anual fue presentado por Andy Biersack de Black Veil Brides.

## Ganadores 2014
| Categoría                 | Ganador                                               |
| ------------------------- | ----------------------------------------------------- |
| Premio a la vanguardia    | Billy Corgan (Smashing Pumpkins                       |
| Icono                     | Joan Jett & The Blackhearts                           |
| Guitarrista Legenda       | Slash                                                 |
| Banda del año             | Fall Out Boy                                          |
| Álbum del Año             | Sempiternal De Bring Me the Horizon                   |
| Canción del Año           | "A Love Like A War" Por All Time Low Feat Vic Fuentes |
| Mejor banda Internacional | Bring Me the Horizon                                  |
| Artista Revelación        | Crown the Empire                                      |
| Mejor banda en vivo       | Pierce the Veil                                       |
| Más Dedicados Fans        | Black Veil Brides                                     |
| Premio a la Filantropía   | All Time Low "Skate4Cancer"                           |
| Mejor Vocalista           | Brendon Urie de Panic at the Disco!                   |
| Mejor Bajista             | Jaime Preciado De Pierce the Veil                     |
| Mejor Baterista           | Mike Fuentes De Pierce the Veil                       |
| Mejor Guitarrista         | Phil Manansala De Of Mice & Men                       |

## Ganadores 2015
| Categoría               | Ganador                                        |
| ----------------------- | ---------------------------------------------- |
| Mejor Vocalista         | Hayley Williams De Paramore                    |
| Banda Internacional     | The 1975                                       |
| Icono                   | X                                              |
| Premio a la vanguardia  | Rob Zombie                                     |
| Mejor Bajista           | Zack Merrick De All Time Low                   |
| Premio a la Filantropía | American Cancer SocietyTaking Back Sunday      |
| Mejor banda en vivo     | A Day To Remember                              |
| Mejor Baterista         | Rian Dawson de All Time Low                    |
| Mejores Fandom          | 5 Seconds of Summer                            |
| Mejor video musical     | "Drown" de Bring Me the Horizon                |
| Canción del Año         | "Kick Me" de Sleeping with Sirens              |
| Mejor banda Underground | Being As An Ocean                              |
| Más Dedicados Fans      | Hustlers De All Time Low                       |
| Mejor Guitarrista       | Tony Perry De Pierce the Veil                  |
| Banda Revelación        | PVRIS                                          |
| Banda del año           | Issues                                         |
| Álbum del Año           | Black Veil Brides (álbum) de Black Veil Brides |

## Ganadores 2016
| Categoría                    | Ganador                                        |
| ---------------------------- | ---------------------------------------------- |
| Mejor Vocalista              | Patrick Stump De Fall Out Boy                  |
| Mejor Guitarrista            | Jack Fowler De Sleeping with Sirens            |
| Mejor Bajista                | Skyler Acord De Issues                         |
| Mejor Baterista              | Christian Coma De Black Veil Brides            |
| Mejor Banda Internacional    | You Me at Six                                  |
| Mejor video musical          | "Emperor's New Clothes" De Panic! at the Disco |
| Canción del año              | "Hallelujah" De Panic! at the Disco            |
| Mejor banda en vivo          | Neck Deep                                      |
| Premio al artista filántropo | Jake Luhrs De August Burns Red                 |
| Más Dedicados Fans           | The Ghost Inside                               |
| Banda Revelación             | State Champs                                   |
| Mejor banda Underground      | Too Close to Touch                             |
| Álbum del año                | Blurryface De Twenty One Pilots                |
| Artista del año              | Twenty One Pilots                              |
| Premio Vans "Off The Wall"   | Yellowcard                                     |
| Premio al icono              | Marilyn Manson                                 |
| Premio al Álbum Clásico      | The Young and the Hopeless De Good Charlotte   |

## Ganadores 2017
| Categoría                            | Ganador                                   |
| ------------------------------------ | ----------------------------------------- |
| Mejor Vocalista                      | Lynn Gunn De PVRIS                        |
| Mejor Guitarrista                    | Jordan Buckley De Every Time I Die        |
| Mejor Baterista                      | Frank Zummo De Sum 41                     |
| Mejor Bajista                        | Reginald Arvizu De Korn                   |
| Mejor Artista Hard Rock              | The Pretty Reckless                       |
| Mejor video musical de nuevo artista | "Voldemort" De With Confidence            |
| Mejor video musical                  | "Losing Myself" De State Champs           |
| Mejor banda Underground              | Silent Planet                             |
| Banda Revelación                     | Waterparks                                |
| Más Dedicados Fans                   | Twenty One Pilots                         |
| Canción del año                      | "We Don't Have to Dance" De Andy Biersack |
| Mejor banda en vivo                  | Falling in Reverse                        |
| Álbum del año                        | Misadventures De Pierce the Veil          |
| Artista del año                      | Panic! at the Disco                       |